# تپه اولنگی ۳
تپه اولنگی ۳ مربوط به عصر آهن است و در شهرستان جاجرم، بخش مرکزی، دهستان گلستان، ۲ کیلومتری شرق روستای دشت واقع شده و این اثر در تاریخ ۱۸ شهریور ۱۳۸۷ با شمارهٔ ثبت ۲۳۱۸۹ به‌عنوان یکی از آثار ملی ایران به ثبت رسیده است.